# امینس هشتمین (نورد) کانتون
امینس هشتمین (نورد) کانتون (به فرانسوی: Amiens 8th (Nord) Canton) یک سکونتگاه مسکونی در فرانسه است که در Arrondissement of Amiens واقع شده‌است.